# Lluís Ferreres i Soler
Luis Ferreres Soler (Xàtiva, la Costera, juny de 1852 - Madrid, 1926), fou un arquitecte valencià.

## Biografia
Lluís Ferreres naixa a Xàtiva el juny de 1852. Estudia a València i Madrid, on l'any 1871 ingressarà a Escola d'Arquitectura de Madrid, obtenint el títol d'arquitecte el 1876.
Fou ajudant de Francisco Jareño, arquitecte encarregat pel Ministeri de Foment de les obres de la Biblioteca i Museu nacional. El 1881 se'l nomena arquitecte municipal de l'ajuntament de València, on participa com a urbanista en el nou Pla General de València i el Projecte d'Eixample, aprovat el 1887. Abandonà aquest càrrec en 1888.
Després de diversos intents de l'ajuntament de València per dotar a la ciutat d'un mercat central, aquest convoca un concurs en 1883 per a un projecte de mercat de ferro. El concurs el guanyà Adolf Morales de los Ríos i Lluís Ferreres, però no es va construir.
L'any 1896 projecta l'eixample de Cullera que s'esté sobre la Bega, un antic predi rural. També a Cullera realitza la reforma de l'hospital, l'escola annexa i l'escorxador. A Xàtiva li encarregaren la direcció de les obres de la Seu Col·legiata de Santa Maria.
Dissenyà els plànols dels eixamples de Gandia i d'Algemesí. En aquesta última ciutat fou arquitecte municipal, realitzant el projecte del mercat i l'ermita de Sant Roc (1894), la reforma de l'esconvent de Sant Vicent (1898) i el projecte de casa consistorial (1902).
Lluís Ferreres mor a Madrid l'any 1926.

## Obres representatives
Any desconegut
- Capella del Cementeri de Xàtiva.
- Col·legiata de Santa Maria de Xàtiva.
- Hospital d'Alginet.
- Hospital, escola de pàrvuls i nou escorxador de Cullera.
- Peixateria de Sueca.
- Palau de la senyora de Fontanals.
- Intervenció al Palau de Benicarló.[1]

1880
- Teatre del carrer Russafa de València.

1884
- Cementeri de Sueca.[2]

1894
- Projecte del Mercat Municipal d'Algemesí
- Projecte del Mercat Municipal de Cullera[3]
- Ermita de Sant Roc (Algemesí)

1898
- Reforma de l'ex-convent de Sant Vicent (Algemesí)

1902
- Escorxador Municipal de València (1895-1902), en l'actualitat el Complex de la Petxina, centre esportiu i cultural.[4]
- Projecte de casa consistorial d'Algemesí, en la coberta del qual utilitzà armadures de ferro.

1906
- Casa en el carrer Eduard Escalante de València (prolongació del carrer Joan d'Àustria, hui carrer Sorní 26), propietat de José White.
- Intervenció al Palau dels Pescara (carrer pintor Sorolla 24).[5]

1910
- Hotel Reina Victòria (València).[6]

## Planòls

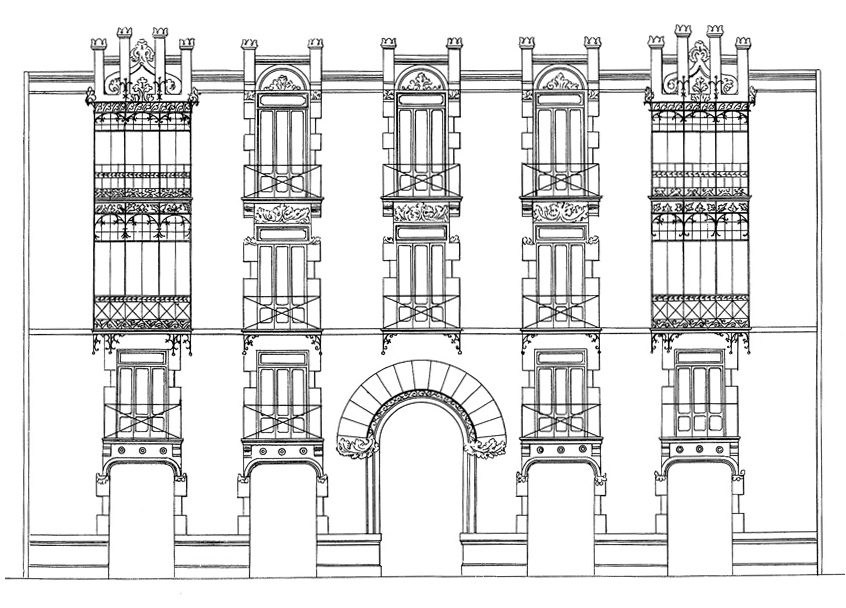
Casa en el carrer Eduard Escalante.